# تيري زان
تيري زان (بالإنجليزية: Terry Zahn)‏ هو ضابط أمريكي، ولد في 27 أبريل 1946، وتوفي في 25 يناير 2000 بسبب ورم نخاعي متعدد.